# Канал Недель
Канал Недель — річка в Україні, у Олевському й Рокитнівському районах Житомирської й Рівненської областей. Права притока Ствиги, (басейн Прип'яті).

## Опис
Довжина річки 17 км, похил річки 1,0 м/км, найкоротша відстань між витоком і гирлом — 12,55 км, коефіцієнт звивистості річки — 1,36, площа басейну водозбору 62,7 км². Річка формується декількома безіменними струмками, загатами та частково каналізована.

## Розташування
Бере початок на південно-західній стороні від села Покровське (колишнє Собичино). Тече переважно на північний захід і у присілку села Сновидовичі впадає у річку Ствигу, праву притоку Прип'яті.